# Dominique Delahaye
Pour le romancier, voir Dominique Delahaye (auteur).
Pour les articles homonymes, voir Delahaye (homonymie).
Dominique Delahaye né à Angers le 5 décembre 1848, mort à Angers le 9 janvier 1932, est une personnalité politique française, élu sénateur plusieurs fois sous la Troisième République.

## Biographie
Il fut réélu sénateur du Maine-et-Loire de 1903 à 1932.
"L'inévitable Delahaye", comme l'avait qualifié un journaliste, multipliait ses très nombreuses interventions à la tribune de la chambre haute. Figure monarchiste, antisémite et nationaliste, il est un adversaire acharné des francs-maçons et des financiers internationaux.
En 1920, il est rejoint par son frère au sénat. Dominique Delahaye ne cessera de soutenir politiquement celui qui manifestait des opinions hautement similaires aux siennes.

## Publications
- Avec Max Doumic, La Franc-maçonnerie est-elle juive ou anglaise?, Paris, Perrin, 1906.